# Color Fantasy
Il Color Fantasy è un traghetto appartenente alla compagnia di navigazione norvegese Color Line, secondo traghetto più grande al mondo dopo il gemello Color Magic.

## Servizio
Varato il 1º maggio 2004 nel cantiere navale Kvaerner Masa Yard di Turku con il nome di Color Fantasy e consegnato il 3 dicembre successivo alla Color Line, il 10 dicembre viene battezzato e prende servizio nei collegamenti tra Oslo e Kiel, dove opera tutt'oggi.
Il 15 ottobre 2008, a causa di una sigaretta di un passeggero, scoppia un incendio in una cabina del traghetto, prontamente domato dall'equipaggio.

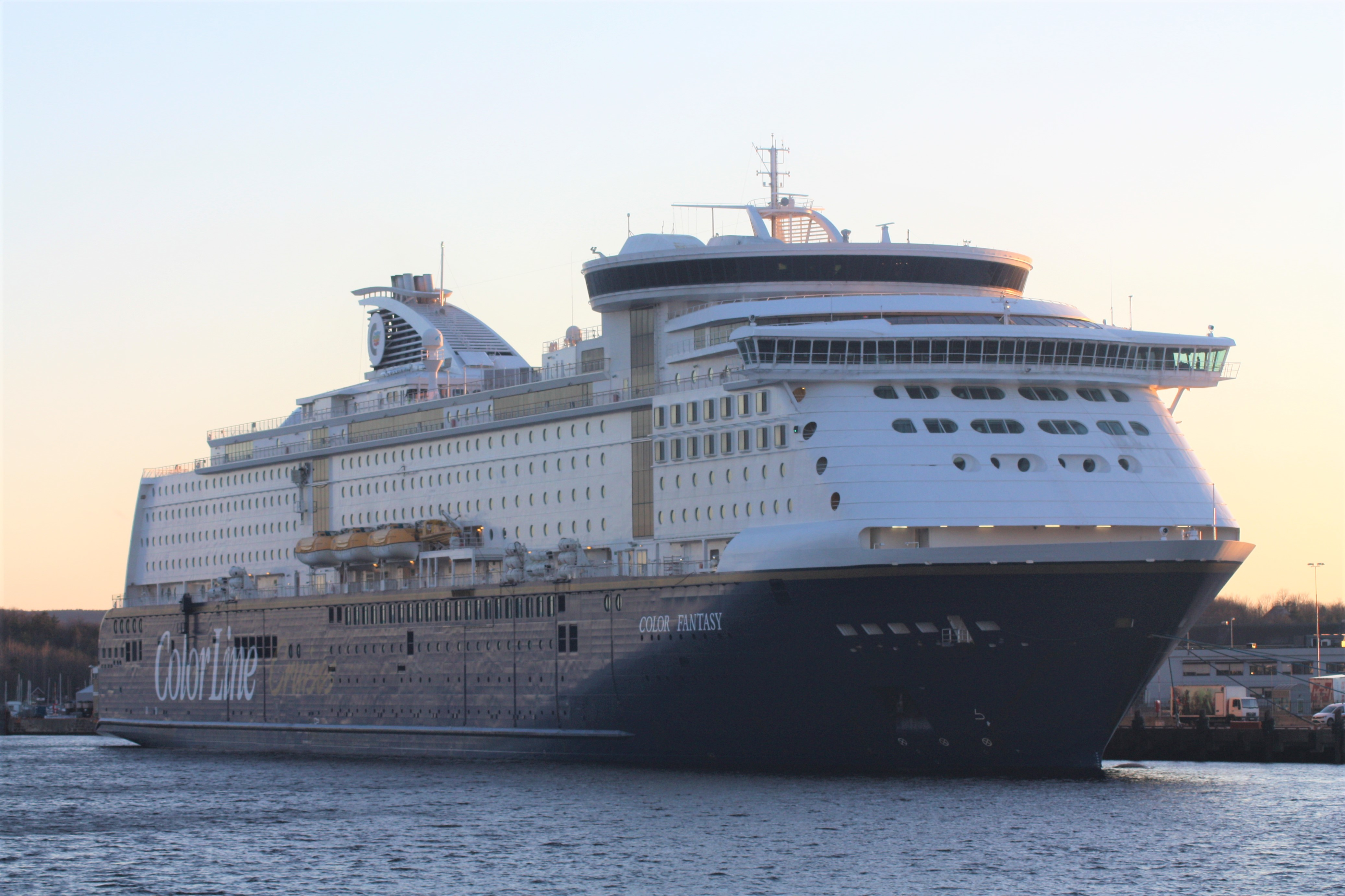
Il Color Fantasy a Oslo nel 2020.

## Navi gemelle
- Color Magic